# Calinaga chekiangensis
Calinaga chekiangensis är en fjärilsart som beskrevs av Clayton Dissinger Mell. Calinaga chekiangensis ingår i släktet Calinaga och familjen praktfjärilar. Inga underarter finns listade i Catalogue of Life.